# 斯特蘭拉爾足球會
斯特蘭拉爾足球會（Stranraer Football Club）是位於蘇格蘭鄧弗里斯-加洛韋西部的斯特蘭拉爾（Stranraer）的半職業足球會，成立於1870年，直到1949年才加入蘇格蘭足球聯賽，是蘇格蘭聯賽中現存第三古老的球隊，現時在蘇格蘭足球乙級聯賽參賽。

## 財務困難
2008年9月3日時任斯特蘭拉爾主席肖恩·尼文（Sean Niven）承認球會負債達到25萬英鎊，翌年新任主席尼祖·韋赫特（Nigel Redhead）更表示球會在球季末生存機會只有50/50，球會的忠實球迷隨即成立「拯救斯特蘭拉爾足球會」（Save Stranraer FC） ，首週已籌募得1,500英鎊，並計劃舉行籌款活動及成立信託基金。

## 榮譽
- 蘇格蘭足球聯賽
  - 乙組冠軍：1993/94年、1997/98年；
  - 丙組冠軍：2003/04年；
- 蘇格蘭聯賽挑戰盃
  - 冠軍：1996年；
- 蘇格蘭資格賽盃（Scottish Qualifying Cup）
  - 冠軍：1937年；

## 外部連結
- 斯特蘭拉爾官網 （页面存档备份，存于）
- Save Stranraer FC